# آنتاناندرانتو
آنتاناندرانتو (به لاتین: Antanandranto) یک منطقهٔ مسکونی در ماداگاسکار است که در آتسیمو-آندرفانا واقع شده‌است.